# Aléksino (Koltxúguino)
|  | Per a altres significats, vegeu «Aléksino». |

Aléksino (en rus: Алексино) és un poble de l'óblast de Vladímir, a Rússia, que en el cens del 2010 tenia 16 habitants. Pertany al districte de Koltxúguino.